# Monastère de Crna Reka
Pour les articles homonymes, voir Cerna et Crna reka.
Le monastère de Crna Reka (en serbe cyrillique : Манастир Црна Река ; en serbe latin : Manastir Crna Reka) est un monastère orthodoxe serbe situé dans les gorges de la Crna reka (la « rivière noire »), sur le territoire du village de Ribariće, au sud de la Serbie. Il dépend de l'éparchie de Ras-Prizren et figure sur la liste des monuments culturels de grande importance de la république de Serbie (identifiant no SK 184).

## Histoire

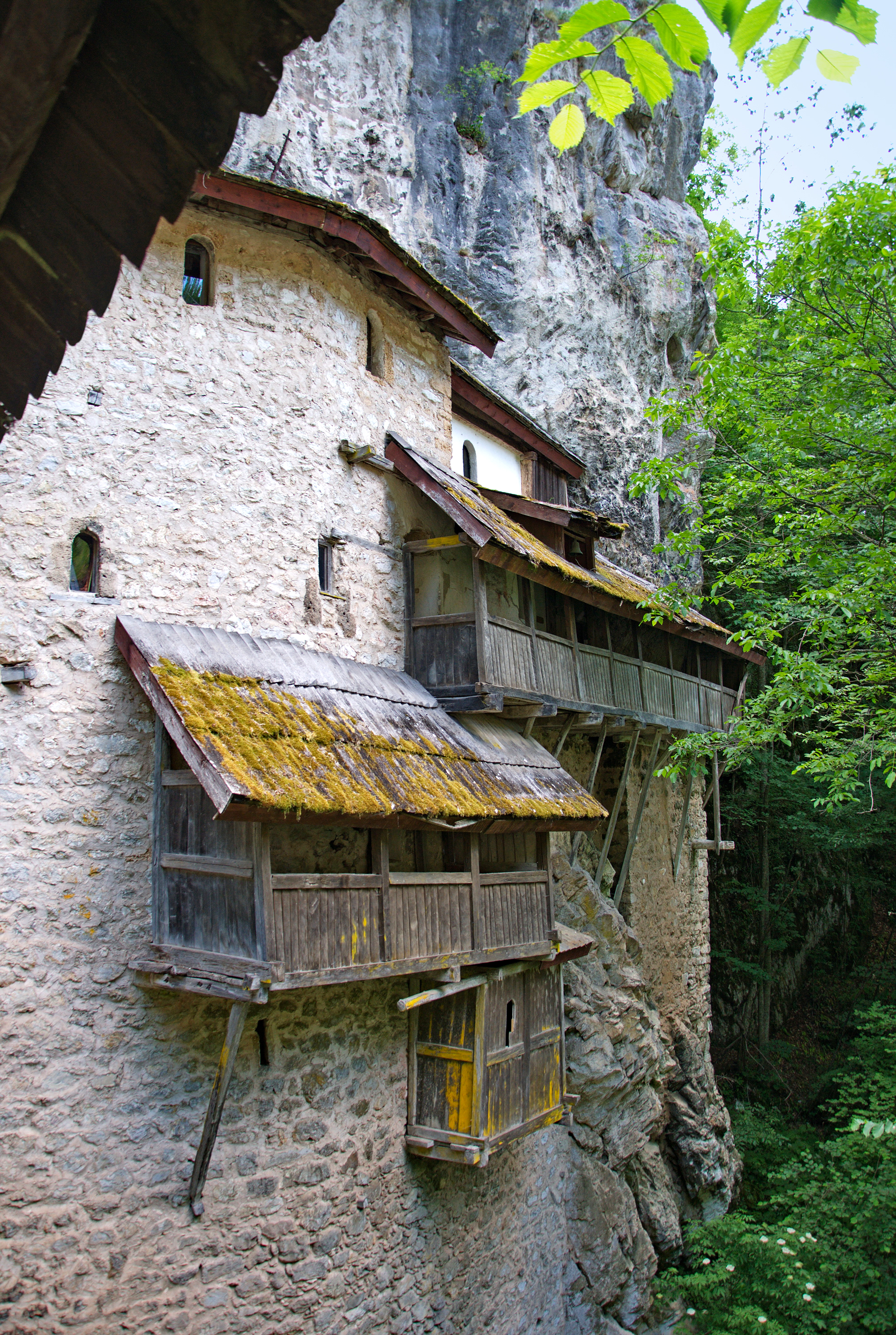
Autre vue du monastère.

Le monastère de Crna Reka a été fondé au XIIIe siècle autour d’une église construite dans une caverne, sur les flancs d’une montagne particulièrement escarpée. L’église fut dédiée à l’archange saint Michel. Puis les moines bâtirent leurs cellules et jetèrent un pont au-dessus de la Crna reka. 
Le monastère est associé au souvenir de saint Joanikije de Devič, qui y vécut à la fin du XIVe siècle. Sa réputation de sainteté était telle en Serbie que de nombreux pèlerins affluaient pour le rencontrer. Afin de retrouver la paix que réclame la vie monastique, Joannikos quitta le monastère et se réfugia dans celui de Devič (aujourd’hui au Kosovo).
Au XVIe siècle, on transféra à Crna Reka les reliques de saint Pierre de Koriša, un célèbre ascète serbe du XIIIe siècle. Menacées de destruction, l’environnement sauvage de Crna Reka devait les protéger des Turcs ottomans. Elles se trouvent encore aujourd'hui dans l'enceinte du monastère.
Les archives perdent ensuite la trace de Crna Reka jusqu’au XVIIe siècle. Il est probable que l'endroit constitua un lieu de refuge pendant la présence ottomane en Serbie. 
Au milieu du XIXe siècle, le monastère était abandonné par les moines, qui ne réoccupèrent les lieux qu’en 1933. Mais, pendant la Seconde Guerre mondiale, les religieux, persécutés par les musulmans, durent de nouveau se disperser. 
En 1978, l’évêque Artemije décida de s’y retirer, ce qui rendit Crna Reka à sa vocation monastique.

## Fresques
L’église du monastère abrite des fresques du XVIe siècle. L’une d’entre elles représente l’archange saint Michel.